# Hauptstraße 46 (Volkach)

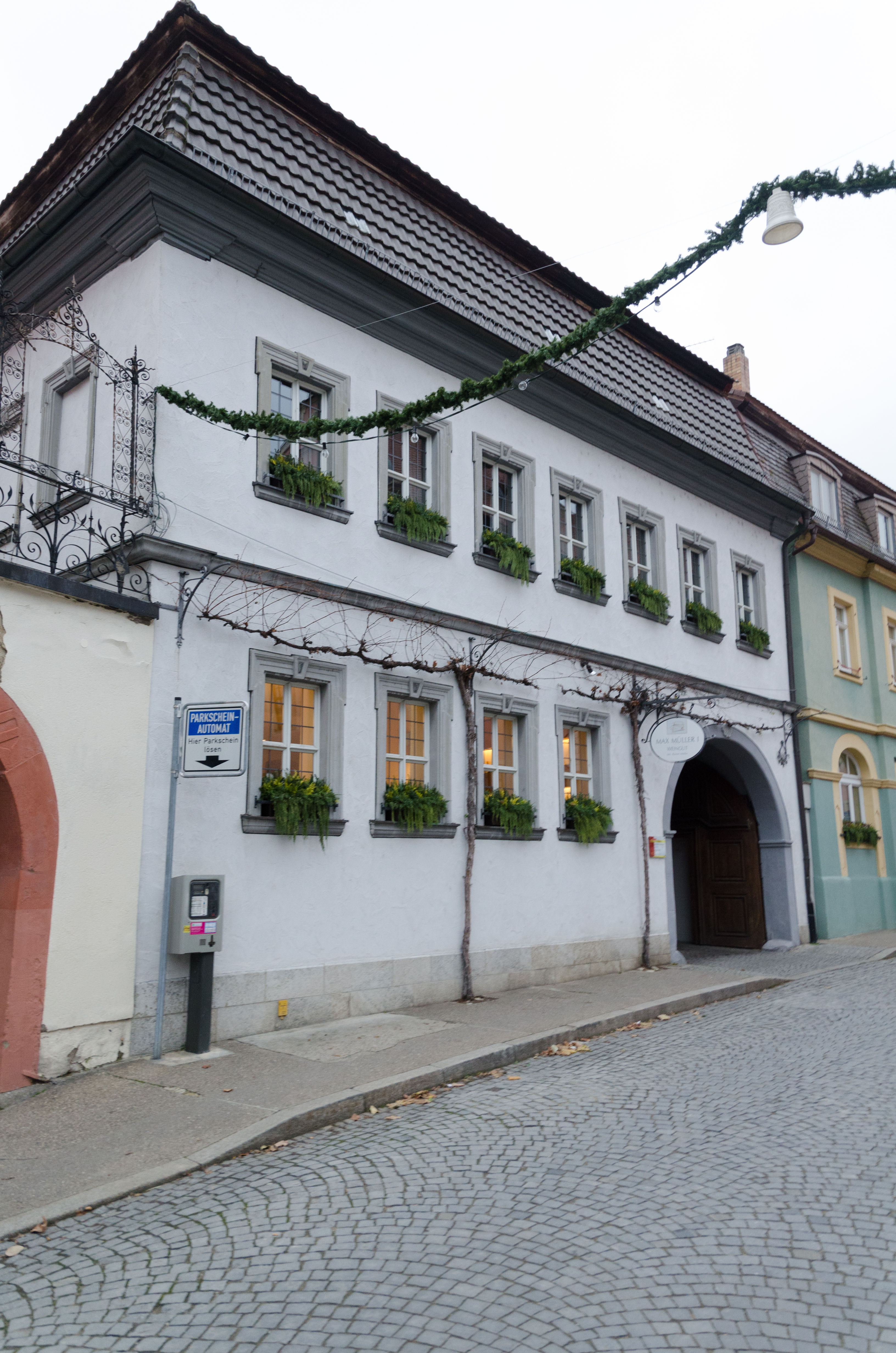
Das Haus in der Hauptstraße von Volkach

Das Haus Hauptstraße 46 (früher Hausnummer 191) ist der älteste Barockbau der unterfränkischen Stadt Volkach. Es wurde als Weingut für das Würzburger Juliusspital errichtet und beherbergt heute das Weingut Max Müller I, welches seit September 2021 Mitglied im Verband Deutscher Prädikatsweingüter (VDP) ist.

## Geschichte
Die Geschichte des Hauses ist eng mit der des Würzburger Juliusspitals verbunden. Es wurde in der zweiten Hälfte des 16. Jahrhunderts in der Bistumsmetropole Würzburg vom damaligen Fürstbischof Julius Echter von Mespelbrunn zur Armen- und Krankenpflege errichtet. Der Bischof stattete das Spital mit mehreren Freiheiten aus. So gelang es dem Juliusspital, große Rebflächen im Bistum Würzburg zu vereinen, die durch einzelne Höfe in den Orten der Umgebung verwaltet wurden. In Volkach entstand bald ein sogenannter Freihof mit Scheune.
Erbaut wurde das Weingut im Jahr 1692, was eine Inschrift am heutigen Gebäude belegt. Im Jahr 1698 nahm das Juliusspital einen Anbau am Gebäude vor. Das Juliusspital gab seinen Freihof als Lehen an verschiedene Volkacher Bürger. So hatte im Jahr 1713 Ortwein Schelf das Wohnhaus, zu dem mehrere Weinberge und einige Tiere gehörten. Vor 1730 verstarb Ortwein Schelf, seine Witwe blieb weiterhin im Besitz des Weingutes. Sie musste 947 Gulden Steuern zahlen.

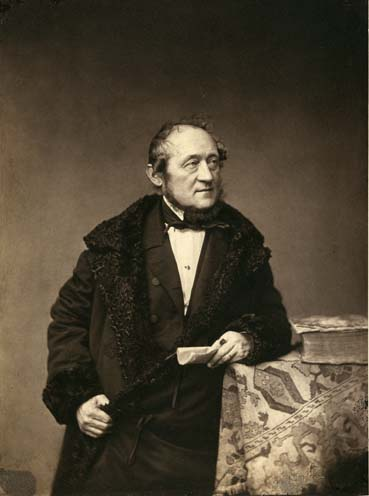
Der Arzt Franz Christoph Rothmund lebte ab 1828 im Haus

Im Jahr 1736 ist Johann Philipp Ackermann als Lehensträger für das Juliusspital nachgewiesen. Vielleicht vererbte er seinen Söhnen das Gebäude, Georg Adam Ackermann hielt 1771 zwei Drittel des Gebäudes. Wenige Jahre später, 1778, saß Georg Friedrich Breunig dort. Er ist noch 1803 als Inhaber des Wohnhauses vom „Julierspital“ nachgewiesen. Breunig war wohl auch Amtsvogt des Spitals, als solcher wurde er 1811 genannt. Nach seinem Tod übernahm ein Amtmann Hofmann das Weingut. 1823 saß Hofmanns Witwe im Gut.
Ein weiterer einflussreicher Bürger der Stadt hielt im Jahr 1828 das Lehen des Juliusspitals. Es war der Amtsarzt Franz Christoph Rothmund, der 1843 zum Professor in München und 1873 zum Ehrenbürger von Volkach ernannt wurde. Im Haus wurde auch dessen Sohn August von Rothmund geboren. Er wurde ebenfalls ein bekannter Arzt. Zum Haus gehörten damals ein Keller mit einer Weinkelter, eine Obstdörre, ein Schweinestall und ein Hofraum. Der Arzt musste dem Julius-Spital als Ersatz für Hand- und Spanndienste einen sogenannten Handlohn übergeben.
Nach der Ablösung der Grundherrschaft in den 1830er und 1840er Jahren konnte das Weingut von Privatleuten käuflich erworben werden. Das Ehepaar Philipp und Katharina Schedel waren die ersten, die den stattlichen Bau bezogen. Sie vererbten das Weingut an ihren Sohn Kaspar, dessen Witwe noch 1897 dort saß. Im Jahr 1899 zog wiederum ein Weingroßhandel in die Räumlichkeiten ein. Sie waren unter den Eigentümern Schedel und Hagenauer aufgeteilt.
Im Jahr 1911 hatte Ludwig Schedel, der Sohn des Weingroßhändlers Schedel, das Haus geerbt. Er übernahm wohl auch das Geschäft des Vaters und betrieb in den Räumlichkeiten einen Weinhandel. Noch im Jahr 1950 besaß Ludwig Schedel das Haus, in dem allerdings schon die Räumlichkeiten des Weingutes Max Müller untergebracht waren. Im Jahr 1984 erwarb der Sohn des Max Müller, Michael Müller, das Haus käuflich. Das Weingut wird als Baudenkmal geführt, daneben ist es ein Teil des Ensembles Altstadt Volkach. Untertägige Reste werden als Bodendenkmal geführt.

## Beschreibung
Der Hof des Würzburger Juliusspitals ist der älteste Barockbau in der Volkacher Altstadt. Er ist Vorbild für das prächtigere Schelfenhaus und die Kellerei der Würzburger Fürstbischöfe in der oberen Hauptstraße. Eine Inschrift in einer Wappenkartusche oberhalb der Toreinfahrt verweist auf das Erbauungsjahr und den Auftraggeber. Sie lautet: „DAS/ IULLI.W./ SBITTAL/ Anno/ 1692“. Das Weingut präsentiert sich als zweigeschossiges, traufständiges Mansarddachhaus.
Es wurde als sogenanntes Durchfahrtshaus mit einer großen Toreinfahrt ausgestattet. Außen sind die einzelnen Geschosse durch Gurtgesimse gegliedert. Weitere Verzierungen sind die typisch barocken Fenstergewände mit Ohren und einem diamantierten Schlussstein. Der Gewölbekeller verweist auf die Nutzung als Wirtschaftshof und Weingut. Im 18. Jahrhundert überformte man den Hof, ehe in den 1990er Jahren eine Innenrenovierung einige Umbauten wieder rückgängig machte.